# هارولد أوستين (لاعب كريكت)
هارولد أوستين (15 يوليو 1877 بباربادوس - 27 يوليو 1943) (بالإنجليزية: Harold Austin)‏ هو سياسي ولاعب كريكت باربادوسي. شارك مع منتخب باربادوس الوطني للكريكت. أما مع النوادي، فقد لعب مع نادي مارليبون للكريكت ‏.

## وصلات خارجية
- هارولد أوستين على موقع إي آس بي آن كريك إنفو (الإنجليزية)